# 盛以弘
盛 以弘（せい いこう、生年不詳 - 1629年）は、明代の官僚。字は子寛。本貫は潼関衛。

## 生涯
盛訥の子として生まれた。1598年（万暦26年）、進士に及第し、翰林院庶吉士となった。1600年（万暦28年）、翰林院検討に進んだ。1611年（万暦39年）6月、左春坊左賛善となった。1613年（万暦41年）11月、左庶子・兼翰林院侍読に転じた。1616年（万暦44年）8月、国子祭酒に任じられた。1618年（万暦46年）5月、少詹事となった。6月、『玉牒』の編纂にあたった。1621年（天啓元年）、吏部左侍郎に転じた。1623年（天啓3年）2月、礼部尚書に任じられた。5月、病のため致仕し、帰郷した。魏忠賢のためにその職を剥奪された。1628年（崇禎元年）8月、協理詹事府として起用された。1629年（崇禎2年）に在官のまま死去した。1630年（崇禎3年）6月、太子太保の位を追贈された。著書に『紫気亭集』12巻・『鳳毛館帖』4巻があった。